# Giáo dục thể chất

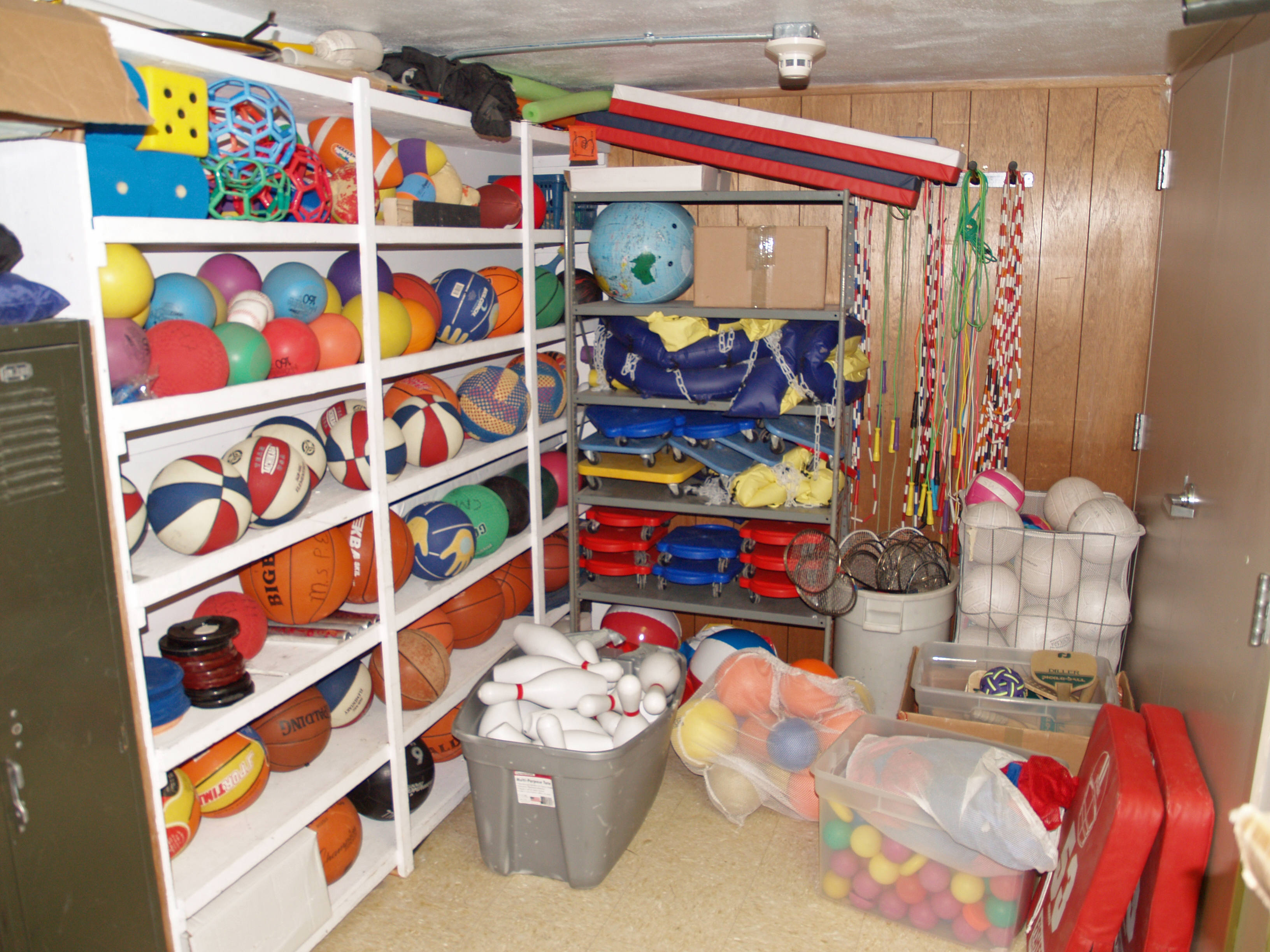
Dụng cụ học môn Giáo dục thể chất tại một trường học ở Calhan, Colorado.

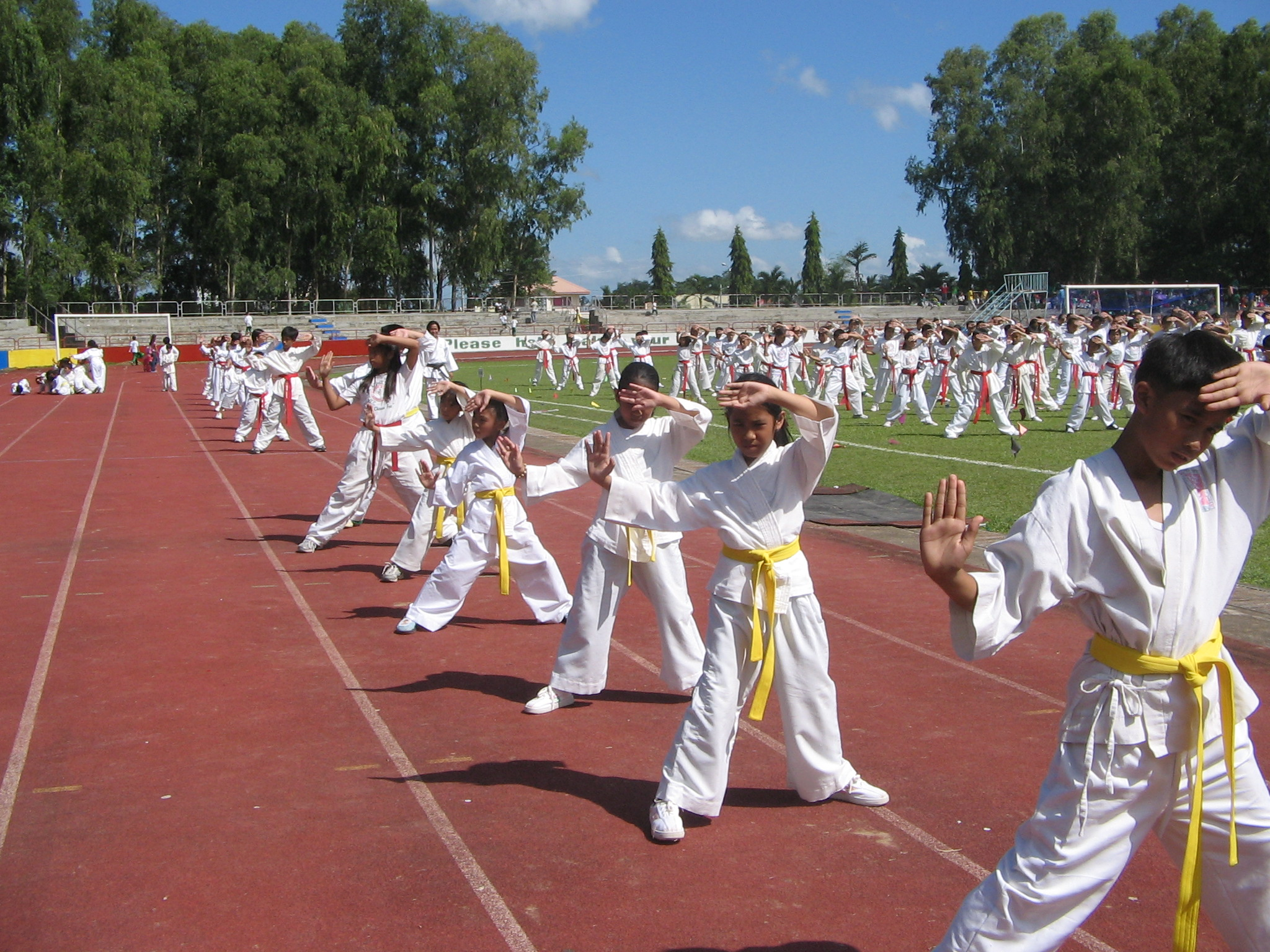
Học sinh ở Philippines tập luyện môn võ karate.

Giáo dục thể chất, thường gọi tắt là Thể dục, là một môn học được giảng dạy trong nhà trường ở trên khắp thế giới. Môn này thường được dạy ở cấp tiểu học và trung học, thậm chí ở cả bậc đại học, khuyến khích rèn luyện tinh thần vận động thông qua hoạt động chơi và môi trường khám phá vận động nhằm thúc đẩy sức khỏe và sự khỏe mạnh về thể chất. Các hoạt động trong môn Thể dục có thể kể đến như: bóng đá, bóng lưới, khúc côn cầu, rounders, bóng gậy, four square, đua và vô số các trò chơi thiếu nhi khác. Môn Giáo dục thể chất còn dạy về dinh dưỡng, các thói quen có lợi cho sức khỏe và tính cá nhân của các nhu cầu.
Chương trình giảng dạy bộ môn Giáo dục thể chất thì đa dạng trên quy mô toàn thế giới. Khi được dạy chính xác thì lớp học Thể dục có thể tạo ra tác động tích cực đến sức khỏe, hành vi và học lực của người học.